# Tekendoos

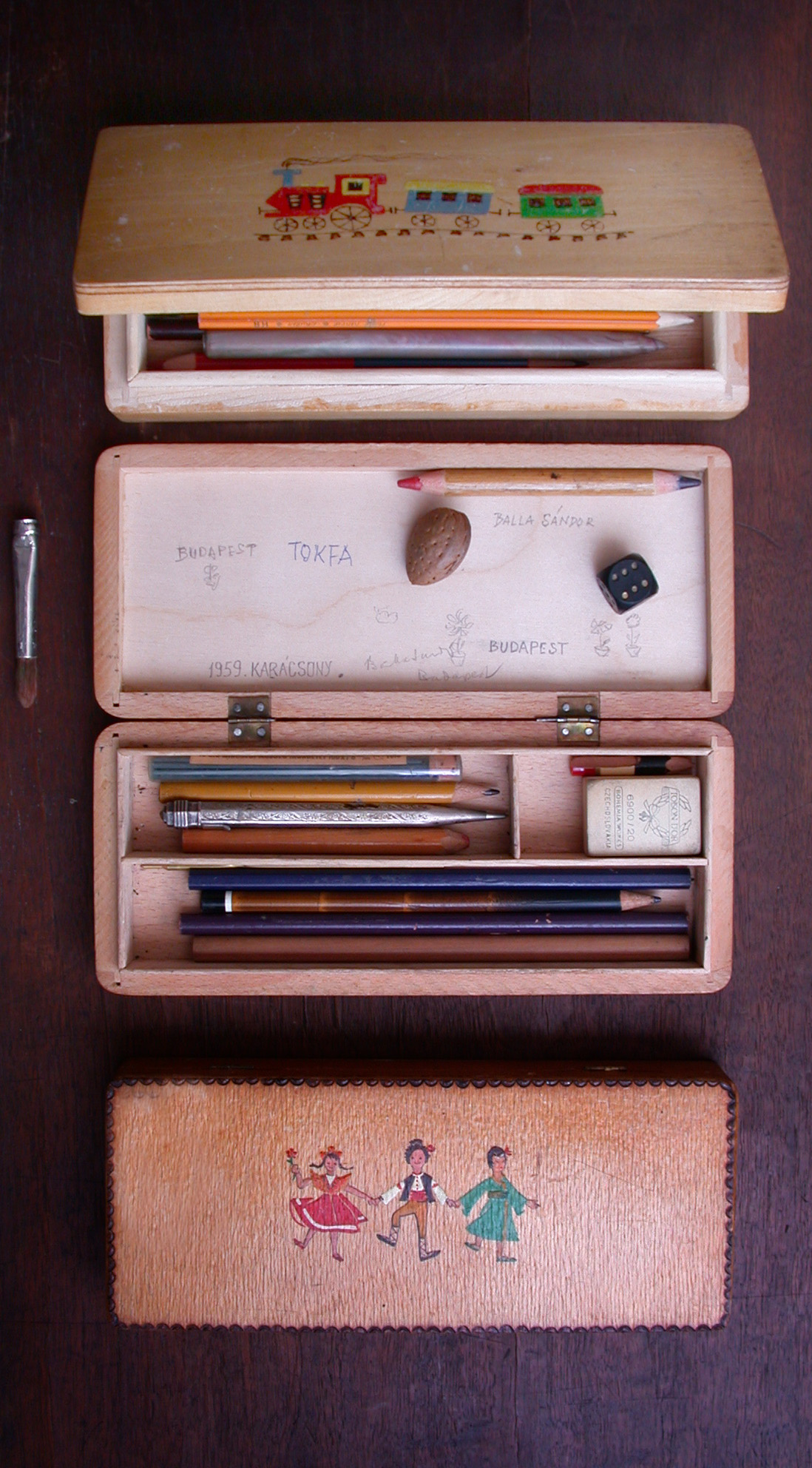
Tekendozen uit Hongarije

Een tekendoos is een doos waarin schrijf- en tekengerei zit.
De doos is voorzien van meerdere vakken in verschillende grootte. De grote vakken bevatten schrijfgerei zoals zoals pennen, viltstiften, grafietpotloden en kleurpotloden. Kleinere vakken bevatten bijvoorbeeld een gum of puntenslijper. Soms bevat een tekendoos ook hulpmiddelen die het schrijven of tekenen ondersteunen, zoals markeerstiften, een schaar en een passer. Vroeger bevatte de tekendoos een kroontjespen en een potje vloeibare inkt. Het formaat van de doos is veelal afgeleid van de gangbare lengte van een potlood en de hoogte van een potje inkt.

## Materiaal
De tekendoos werd oorspronkelijk uit hout vervaardigd, maar is tegenwoordig in allerlei materialen verkrijgbaar. Zo zijn er bijvoorbeeld tekendozen van metaal, maar ook van hard plastic. Een qua functie vergelijkbaar voorwerp uit flexibel materiaal, bijvoorbeeld stof of leer, is het etui.

## Betekenis
De term tekendoos verwijst naar het oorspronkelijke gebruik van de doos. Hij werd gebruikt om tekenmaterialen in mee te nemen of om tekenmaterialen tijdelijk in op te bergen. Tegenwoordig wordt de tekendoos op scholen nog steeds gebruikt, maar komt zij nauwelijks meer voor in professionele (kantoor)omgevingen: in bijna alle gevallen wordt de computer gebruikt om professionele tekeningen te vervaardigen en zijn er dus geen tekenmaterialen meer nodig.